# Naftazona
Naftazona é um fármaco utilizado como vasodilatador e anti-hemorrágico.